# Lijst van voetbalinterlands Benin - Guinee
Deze lijst van voetbalinterlands is een overzicht van alle officiële voetbalwedstrijden tussen de nationale teams van Benin en Guinee. De landen hebben tot op heden een keer tegen elkaar gespeeld. Dat was een vriendschappelijke wedstrijd op 11 juni 2019 in Marrakesh (Marokko). Voor het Benins voetbalelftal was dit een oefenwedstrijd in de voorbereiding op de Afrika Cup 2019.

## Wedstrijden
| № | Plaats    | Datum        | Competitie        | Wedstrijd      | Uitslag |
| - | --------- | ------------ | ----------------- | -------------- | ------- |
| 1 | Marrakesh | 11 juni 2019 | Vriendschappelijk | Benin − Guinee | 1 − 0   |

## Samenvatting
| Competitie        | Totaal gespeeld | Winst Benin | Gelijk | Winst Guinee | Doelsaldo Benin – Guinee |
| ----------------- | --------------- | ----------- | ------ | ------------ | ------------------------ |
| Vriendschappelijk | 1               | 1           | 0      | 0            | 1 − 0                    |
| Totaal            | 1               | 1           | 0      | 0            | 1 − 0                    |

Wedstrijden bepaald door strafschoppen worden, in lijn met de FIFA, als een gelijkspel gerekend.